# Nederland op de Olympische Winterspelen 1928
Nederland debuteerde op de Olympische Winterspelen tijdens de Olympische Winterspelen 1928 in St. Moritz, Zwitserland. Nederland haalde geen medailles.

## Deelnemers en resultaten
| Sport     | Olympiër                                                                                                | Discipline | Resultaat | Prestatie                                                |
| --------- | --- | ---------- | --------- | -------------------------------------------------------- |
| Bobsleeën | Henri Louis Dekking Jacques Paul Delprat Hubert Menten Curt van de Sandt Edwin Louis Teixeira de Mattos | 5-mansbob  | 12e       | 3.29,0 (+8.50) 1e run: 1.43,5 (11e) 2e run: 1.45,7 (14e) |
| Schaatsen | Siem Heiden                                                                                             | 500 m (m)  | 27e       | 49,9 (+6,5)                                              |
| Schaatsen | Siem Heiden                                                                                             | 1500 m (m) | 18e       | 2.23,1 (+12,0)                                           |
| Schaatsen | Siem Heiden                                                                                             | 5000 m (m) | 11e       | 9.10,0 (+19,5)                                           |
| Schaatsen | Wim Kos                                                                                                 | 500 m (m)  | 33e       | 56,2 (+12,8) (gevallen)                                  |
| Schaatsen | Wim Kos                                                                                                 | 1500 m (m) | dnf       | niet gefinisht (gevallen)                                |
| Schaatsen | Wim Kos                                                                                                 | 5000 m (m) | 19e       | 9.34,2 (+43,7)                                           |